# スポーツマーケティング
スポーツマーケティングは、スポーツを対象としたマーケティングの一部門。
ヒューストン大学のケン・カーザー (Ken Kaser) とスポーツ・エンターテインメント評論家のドッティ・エルカーズ (Dotty Oelkers) は2005年に発表した共著「Sports and Entertainment Marketing」の中では、スポーツマーケティングを「スポーツを使用した販売促進活動（マーケティングプロダクツ）」と定義している。これは、スポーツ製品およびスポーツとの関連を通じた非スポーツ製品のマーケティングへのマーケティングの原則とプロセスの特定のアプリケーションである。ただし、「スポーツマーケティング」について、一般的に受け入れられている定義は存在しないとする見方もある。

## 概要
スポーツマーケティングは、スポーツイベントやチームのプロモーションだけでなく、スポーツイベントや顧客ファンに焦点を当てたスポーツチームを通じた他の製品やサービス（具体的には物理的な商品またはブランド名）のプロモーションの両方に焦点を当てたマーケティングの下位区分と言える。その目的は、スポーツを促進するための戦略、またはスポーツを通じて他の製品、サービス、ビジネス、または大義を促進するための戦略をクライアントに提供することにある。スポーツマーケティングはまた、取引行為を通じて消費者のニーズと欲求を満たすように設計されている。これらの戦略は、一般的なマーケティングの伝統的な4つの「P」（Product=製品、Price=価格、Promotion=プロモーション、Place=場所）に左右される。スポーツがサービスであると見なされるという事実に関連すると、さらに4つの「P」（Planning=企画、Packaging=パッケージング、Positioning=ポジショニング、Perception=知覚）が加わるとされる。 4つの要素が加わることを「スポーツマーケティングミックス」と称する。
スポーツマーケティングは、放送、広告、ソーシャルメディア、デジタルプラットフォーム、チケット販売、コミュニティリレーションズなど、スポーツ業界のさまざまなセクターが関与するスポーツプロモーションの要素となっている。
スポーツマーケティングは3つのセクターに分けられる。1つ目はオリンピック、ラ・リーガ、NFL、IPLなどの競技統括団体や、レアル・マドリード、ニューヨーク・ヤンキースなどのプロスポーツチームの広告掲出である。2つ目は、さまざまな製品を宣伝するためのスポーツイベント、スポーツチーム、および個々のアスリートへの用品供給を通じた宣伝、3つ目は、競技への参加を増やすための一般市民へのスポーツそのものの宣伝である。
最初のケースでは、プロモーションがスポーツに直接関係している。 2番目のケースでは、製品はスポーツに直接関連している必要はないが、直接関係していない必要もない。プロモーションがスポーツ全般に関するものである場合、この種の戦略の使用は「スポーツのマーケティング」(Marketing of Sports) と呼ばれる。プロモーションがスポーツではなく、スポーツイベント、アスリート、チーム、またはリーグを使用してさまざまな製品を宣伝する場合、マーケティング戦略は「スポーツを通じたマーケティング」 (Marketing through sports) と呼ばれる。3番目の、プロモーションが一般の人々の参加を増やすことを目的とする場合、それは「草の根スポーツマーケティング」あるいは「グラスルーツ（スポーツマーケティング）」 (Grassroots Sports Marketing) と呼ばれる。 製品やサービスを宣伝するために、企業や協会は、チームやアスリートとのスポンサーシップ、さまざまな放送スポーツイベントや祝賀会でのテレビやラジオの広告、スポーツ会場での広告など、さまざまな媒体を使用する。
「スポーツのストリートマーケティング」 (Street marketing of sports) では、サッカーワールドカップ、オリンピック、あるいはスーパーボウルのような元々世界的に知名度の高いスポーツを媒介にする場合、ストリートの看板や都市の要素（ストリートライターや歩道など）を介したスポーツマーケティングが検討される。

## スポーツファン
その他の多くのビジネス領域と同様に、スポーツビジネスの領域も市場領域の細分化（セグメンテーション）によって効果的なマーケティングを行っている。
スポーツの愛好家（ファン）と一口に言っても、その属性はスポーツイベントに参加する動機、感情的な愛着、経済的な愛着、アイデンティティ、忠誠心など、人によってまちまちである。これらの（細分化された）属性の違いにより、スポーツ愛好家（ファン）は他の分野のファンとは異なる行動を取ることを踏まえると、スポーツマーケティングは他の分野（特にエンターテインメント分野）のマーケティングとは方向性が異なるといえる。
忠誠心に関しては、選手やチームが特定のスポーツ商品メーカーと契約することで顕著に表れる。メーカーとの契約では、試合やスポーツイベントで製品を着用または使用することでメーカーから報酬が支払われ、選手本人、そして彼らのファンが、より長い間製品への忠誠心を育むことができる。

## スポーツの種類
スポーツファンのこのようなさまざまな違いにより、世界中でさまざまな種類とレベルのスポーツが見られる。たとえば、多くの国でクリケットとサッカーが非常に人気がある一方、アメリカ合衆国ではアメリカンフットボール、野球、バスケットボールが最も好まれている他、大学スポーツも好まれている。レベルによるスポーツの分類に加えて、スポーツは主流（メインストリーム）または非主流（ニッチ）のいずれかに分類される。
メインストリームとなるスポーツとニッチなスポーツを区別する属性として、「接しやすさ」「人気」「独自性」「手頃な価格」「スター選手の持つ力」「選手のスキル」「プレーヤーの類似性」の7つが挙げられる。「接しやすさ」「手頃な価格」「類似性」はニッチなスポーツと強く関連しているが、「人気」「選手のスキル」「接しやすさ」はメインストリームとなるスポーツと強く関連している。一方、チームであまり識別されていないファンは、プレーヤーとの関係を深めることができると感じているため、プレーヤーの類似性に惹かれる一方、識別度の高いファンは、選手のスター性を好む。あまり識別されていないファンは価格をより重要視するため、手頃な価格もファンの間の際立った要素となっている。この実用的なマーケティングの例として、ナショナル・ラクロス・リーグではチームを後援するレストランのレセプションに出席することをプレーヤーに義務付けている。ニッチスポーツがメインストリームスポーツとの差別化を図るために利用するその他の戦略として、特にオンラインでチームやプレーヤーの情報に簡単にアクセスできるようにするだけでなく、手頃なチケット価格と、ドルビールナイトや25セントホットドッグナイトなどの貴重なプロモーションを提供することが挙げられる。対照的に、メジャーリーグベースボール（MLB）やNBAなどの人気のあるメインストリームスポーツは、選手のスターパワーを際立たせている。そのため、チームは最高の選手を宣伝するために多大な努力を払っている。この傾向はメディアでも見られ、全国的に放映されるスポーツイベントは、ゲームに至るまでの特定のプレーヤーをピックアップして報じることが多い。
ファンはまた、さまざまなスポーツの種類やレベルのスポーツに対してさまざまな期待を抱いている。これは、スポーツマーケッターが理解するためには不可欠な要素である。たとえば、マイナーリーグの野球の試合に参加するファンは、マイナーリーグの野球の試合に参加した以前の試合、もしくはマイナーリーグの野球の体験がほとんどない場合は、他のマイナースポーツに参加した経験と比較する。ただし、マイナーリーグの野球の経験をNFLの試合経験と比較することはない。これは、2つの経験が大きく異なることをファンが理解しているためである。
スポンサーシップに関しては、スポーツの差別化も重要である。ニッチなスポーツを後援する企業は、費用対効果、観客の人口統計などの属性を最も重要視しており、企業はスポーツのイメージに適合している。ニッチなスポーツは、メインストリームスポーツを後援する余裕がない企業が自社を売り込むためのチャネルを可能にすることがよくある。また、ニッチなスポーツがさまざまなタイプの消費者を引き付けることが示されているため 、これらの企業は特定のターゲット市場内での一般の認識を高めたいと考えている。ニッチスポーツを後援する企業にとって重要な他の属性は、イメージとコミュニティの関与の両方を強化することである。これは、メインストリームスポーツよりもニッチスポーツを通じて行う方が簡単かもしれない。

## メリット

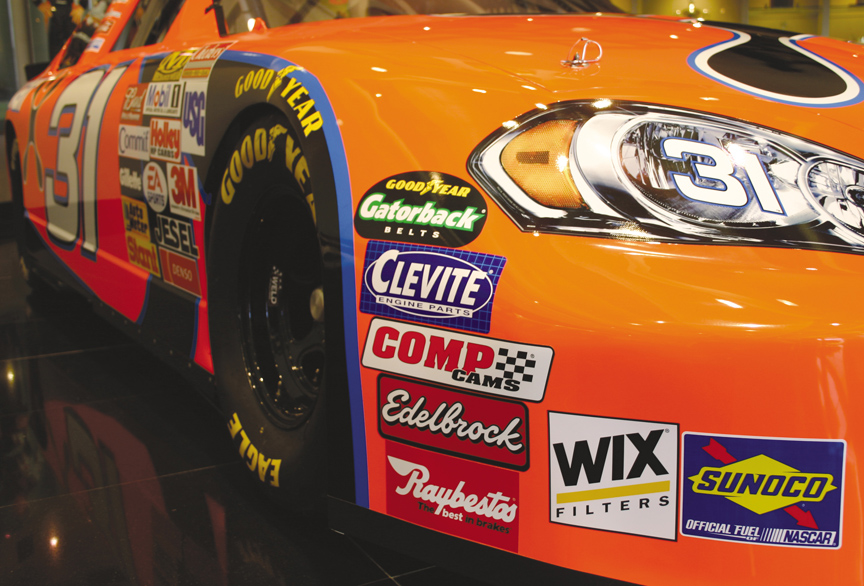
広範な分野から広告を募る例（NASCARレースカーのステッカー）。

スポーツマーケティングのメリットは多岐にわたる。スポーツに関与する利害関係者には、スポーツイベントを主催する都市や国だけでなく、リーグ、チーム、アスリート、ファンが含まれる。スポーツを通じて自社の製品やサービスを宣伝するメディアや企業にもメリットがある。リーグ、チーム、およびアスリートへの直接的なメリットには、チケット、放映権、およびスポンサーからの収益が含まれる。都市や国もスポーツイベントに関わる税金により収入を得ており、すべての利害関係者はスポーツを通じて提供される露出から利益を得ている。 
ブランドにとって実際に機能するのは、スポーツスポンサーシップの活性化がもたらす可能性のある可視性とブランド認知度の向上である。さらに、優れたスポーツスポンサーシップの活性化は、ブランドが注目を集め、非常に反応の良いターゲットとつながるのに効果的である。スポンサーシップの活性化に関与するブランドは、ファン層と接触し、結果として生じる商業的利益を享受する機会がある。一方、企業間取引 (BtoB) に関しては、グルメ料理、プレーヤー/ライダーやレーサーに会う可能性、特権的な視聴ポジションを備えた高レベルの企業ホスピタリティは、価値の高い顧客をもてなしたり、オフィスよりエキサイティングなコンテキストであまり正式ではないビジネスディスカッションを行うための優れた方法となっており、スポンサーシップの利点を過小評価してはいけない。

## スポーツマーケティングの新たな挑戦
ミレニアル世代がスポーツにアクセスするために新しいプラットフォームに切り替えるにつれ、従来のメディアとスポーツマーケティングの役割は変化している。時代遅れの柔軟性のない契約は、非常に重要なアクティベーションのための予算を割けない可能性があり、（対応の遅れのために）ファンがゴシップやインサイダー情報を得るためにライバルとなる非公式チャネルを選択すると、利益を得ることが難しくなる可能性がある。モバイルからソーシャル、 VRに至るまで、スポーツにアクセスしやすくさせるための手法は、ファンが直接イベントに参加するインセンティブが少ないことを意味する。
一方、スポーツスターには、ブランドの生の声を引き出すことが期待される。競技環境を維持する（ための収益を得る）ことを目的としてファンの参加に依存しているスポーツ（例えば、小さな大学の陸上競技など）にとって、その環境は非常に厳しいものであり、コミュニケーターとマーケッターは、対象とすべき大衆に向けてスポーツを宣伝する方法に関して、より創造的になる必要があると考えられる。

## スポーツチームとイベントのマーケティング
さまざまな著者や組織によると、スポーツイベントやチームのマーケティングは、「製品、チーム、大義、または組織を宣伝するための『ライブ』をテーマにした活動、機会、展示、または展示を設計または開発すること」と定義されている。言い換えれば、スポーツイベントおよびチームのマーケティングは、特定のテーマを持つ「ライブ」アクティビティ用に設計または開発されたマーケティング戦略であり、ほとんどの場合、この種の戦略は、スポーツチーム、スポーツ協会など、さまざまなものを宣伝、表示、または展示する方法として使用される。
スーパーボウル、オリンピック、 UEFAチャンピオンズリーグ、ワールドマラソンメジャーズ、 FIFAワールドカップなど、こうしたコンセプトを明確に示すさまざまなイベントが存在している。
主要なスポーツブランドでは、ターゲットとなる観衆へのマーケティング戦略を強化している。その典型的な例として挙げられるのが、「走る」分野の最高峰といえるマラソンである。アディダス、アシックス、ナイキは、世界中の権威あるマラソン大会の集合体として2006年に創設されたワールドマラソンメジャーズにおいて役割を分担している。各ブランドは大会においてタイトルパートナーではなくテクノロジースポンサーとして参画しているが、これらの大会は人気があり、ファンが各ブランドのイベントを見逃すことはない。これらのイベントは、同じ時間にプロとアマチュアを集める数少ないコンテストの1つとして特定の広告キャンペーンを展開する。 
こうしたコンセプトの典型例として挙げられるのがスーパーボウルである。スーパーボウルは競技団体であるNFLが主催する大規模なスポーツイベントであり、イベント、スポーツ、およびNFLに参画するフットボールチームを宣伝することを目的としている。このイベントは、地元および国内のメディアを通じて宣伝され、世界的にも広がっている。たとえば、メキシコでは、NFLはメキシコの映画館チェーンであるCinemexと、映画館で試合の放映権について契約を結んでいる。これは、スポーツリーグやチームがイベントだけでなく、世界中の視聴者に関係するリーグやチームを広める可能性を示している。

## スポーツを通じた製品のマーケティング
「スポーツを通じたマーケティング」は1980年代から使用されてきた概念だが、それ以来さまざまな種類のスポーツが享受してきた成長と拡大により、過去20年間で重要性が増している。これは、2つの異なる方法でスポーツで使用できるマーケティング戦略である。
まず、マーケティングとプロモーションの使用は、スポーツまたはスポーツクラブを通じて行使できる。前者の場合、マーケティングの使用は各競技団体の権限の下にあり、後者の場合、さまざまなスポーツクラブに権限がある。このように、スポーツおよびクラブを通じたマーケティングおよびプロモーションには、スポンサーシップ、企業イベント（来賓席の提供など）、ライセンス商品や商標、放送局を介した広告、地上看板/衣類/機器広告などの広告が含まれ、これらにより試合の告知、プレーヤー/クラブ/リーグを用いた宣伝、またはビジネスチャンスの開発が行われる。スポーツの試合のことを「筋書きのないドラマ」と称するように、同じ組み合わせの試合を何度繰り返してもその結末が全く同じになることはないが、他のイベントと大きく異なるこの事実はマーケティング会社によって利点として認知され、観衆がイベントに参加するたびに、広告が何度も表示され、この分野で活動するさまざまな会社に幅広い機会を提供する。

### スポーツを通じたマーケティングの例

#### 大会のスポンサー
スポーツを通じたマーケティングの最も古い例の1つとして挙げられるのが、イギリスのスポーツ用品メーカー・スラセンジャーがテニスのウィンブルドン選手権に公式球を提供したことである（1902年から2015年まで）。
もう1つの（国際的な）例として挙げられるのが、ドイツのスポーツメーカー・アディダスがによる国際サッカー連盟（FIFA）への支援である。アディダスはFIFAワールドカップの公式試合球を提供し、スタジアムのサイドボードにスポンサーロゴを掲出するなどの宣伝活動を行なっている。
企業によるスポーツのスポンサーシップで「世界初」と表現された例として言及されるのが、2016年のBNYメロングループによるスポンサーシップである。同社は、毎年恒例のオックスフォードとケンブリッジの間で争われるザ・ボート・レースのタイトルスポンサーシップをイギリスの癌研究機関である王立がん研究基金に寄付したと発表した。

#### チームのスポンサー
チームへのスポンサーシップは、スポーツ全体で見られる。最も目に見える例のいくつかは、会社名とロゴをチームユニフォームに掲出しているもので、サッカーで多く見られる。スポーツに関係ない企業の関与も多く、たとえば、航空会社のアラスカ航空はMLS・ポートランド・ティンバーズの公式ユニフォームスポンサーであり、家電量販店のエディオンはJリーグ・サンフレッチェ広島の公式スポンサーであるが、これらはスポーツに直接関係のない企業のスポンサーシップの例である。
ターキッシュ エアラインズは、マンチェスター・ユナイテッドFC、 FCバルセロナ、ユーロリーグ、NBAプレーヤーのコービー・ブライアント、サッカートルコ代表、テニスプレーヤーのキャロライン・ウォズニアッキなど、複数の著名なスポーツチーム、選手、スポーツ協会が関与するスポーツマーケティング戦略を確立している。
チームのスポンサーシップによるスポーツマーケティングのもう1つの例は、スポーツ全体で見られるサプライヤー契約である。 2011年、ナイキは年間約2億2,000万ドルの契約料で、NFLの公式アパレルサプライヤーになることに合意した。この取引は2019年まで延長された。
大学レベルでは、オハイオ州立大学とナイキは、2033-34年度までの間、年間1,680万ドルの現金と製品の提供を受ける契約を維持している。一方、ミシガン州立大学は年間合計1,530万ドルの製品を受け取っている。主要なスポーツアパレルブランドでもあるアンダーアーマーとアディダスは、アンダーアーマーがノートルダム大学を年間900万ドルで後援しているのに対し、アディダスはUCLAとルイビル大学の両方に毎年700万ドル以上を提供している。
スポーツマーケティングは、定義されているように、スポーツ製品またはサービスに関連する企業がデザイン、生産、またはその他のリソースを通じて自社の商標を宣伝するマーケティング戦略である。この場合、すべてスポーツに完全に関連しているアパレル企業のナイキ、アンダーアーマー、アディダスは、これらのチームのユニフォームをデザインし、イベントが発生するたびに商標を宣伝することになる。

#### アスリートのスポンサー
チームスポーツで活動するプロ選手個人への、あるいは個人競技のプロ選手へのスポンサードも存在する。スポンサーとなる企業や法人はナイキやアンダーアーマー、プーマのようなスポーツアパレルなどスポーツ分野に関連する企業である一方で、一見すると本業がスポーツとは無関係に見える企業である場合も少なくない。
スポーツアパレルからのスポンサードの例としては、バスケットボール（NBA）のケビン・デュラントがナイキから年間3,000万ドルの報酬を得ており、ステフィン・カリーは、アンダーアーマーとの契約でデュラントよりもさらに多くのお金を受け取っていると推測されている。一方、プーマは陸上選手のウサイン・ボルトに年間1,000万ドルを支払っている。
スポーツアパレル以外を含めたスポンサー契約の例としては、プロテニスプレーヤーのロジャー・フェデラーが、ナイキの他にウィルソン、ロレックス、メルセデス・ベンツ、ジレットとの間で毎年総額6,000万ドル近くの報酬を得ている。NBAのレブロン・ジェームズはナイキの他、ビーツ、コカ・コーラ、起亜、マクドナルド、サムスンとのスポンサー契約で年間総額4,000万ドル以上の報酬を得ている。アメリカンフットボール（NFL）では、ペイトン・マニングがビュイック、ディレクTV 、ゲータレード、パパ・ジョンズ・ピザなどの企業と年間総額約1,200万ドルのスポンサー契約を結んでおり、ドリュー・ブリーズは、ラングラー、ヴィックス、ベライゾン、マイクロソフトなどとのスポンサー契約により毎年1,100万ドルの報酬を得ている。
ボクシングでは、3度の世界王者に輝いたフリオ・セサール・チャベスが、自身が株式を保有していたメキシコの航空会社・TAESAと、メキシコのビール会社・テカテの広告のため、多くの試合で両者のロゴを縫い付けたトランクスを着用して試合に臨んでいる。同様に、フロイド・メイウェザー・ジュニアはウブロからの、マニー・パッキャオはナイキ、エアアジア、フェニックス・ペトロリアム・フィリピンなどからのスポンサードを受け、試合で使用するトランクスに各社のロゴを掲出している。
スポーツを通じたマーケティングのもう1つの例として挙げられるのが、カミソリなどの衛生用品メーカーであるジレットが、スポーツイベントの放送中に各スポーツの代表的な選手が自社製品を使用するCMを放映する戦略で、テニスプレーヤーのロジャー・フェデラー、ゴルファーのタイガー・ウッズ、サッカープレーヤーのティエリ・アンリなどのアスリートがCMに出演している。これは、これらの有名人のファンにこれらの製品を宣伝し、これらの製品を使用するように促すために行われる。このマーケティング戦略を使用している会社はスポーツとはまったく関係がないため、この概念の明確な例ですが、重要なスポーツの個性を通じて、その製品はより多くのターゲットオーディエンスに公開されている。
上記の他、ナイキのクライアントには、フェデラー、ウッズ、ゴルファーのローリー・マキロイ、テニスプレーヤーのラファエル・ナダルが含まれ、ゲータレードはNBAスターのドウェイン・ウェイド、セリーナ・ウィリアムズ、ペイトンとイーライのマニング兄弟と契約している。 

## スポーツへの参加を増やすためのスポーツの推進
スポーツマーケティングのうち、そのスポーツに参加を促すための「草の根活動」は、ソーシャルマーケティングとして知られるマーケティング分野の一部であると言える。これは、一般の人々に利益をもたらす何かをマーケティングすることを指し、この活動によって何らかの直接的な経済的利益をもたらす事はないので、通常は民間の組織ではなく、政府または慈善団体によって行われ、スポーツチームのマーケティングやスポーツを通じたイベントや製品のマーケティングよりもはるかに少ない予算で実施される。このマーケティングは通常、人々をスポーツをするためにお金を払うクラブへと誘導するが、それでも運営するためには助成金が必要となる。この場合、資金は、参加を増やすことを使命とする地方議会、またはスポーツにより心身の健康を保ち、医療費を削減したい公衆衛生部門から拠出される。
参加を増やすためのスポーツの推進の例としては、ゴルフへの参加を増やすための全米ゴルフ協会のイニシアチブや、若者の参加を増やし、その結果として新しいファンを増やすという包括的な目標を掲げてすべてのレベルの野球組織を統合しようとするMLBのOneBaseballキャンペーンがある。

## スポーツにおけるリレーションシップマーケティング
一般に、顧客との継続的で長期な取引関係の構築と維持を目指して展開されるリレーションシップ・マーケティングは、顧客満足度を最大化することでその目的が達成される。このため、企業は、顧客とのコミュニケーションを良好に保つ必要がある。既存の研究成果はリレーションシップについての考察情報を提供し、一般的なコンセンサスに基づいて企業に利益をもたらす。これはスポーツビジネスの分野においても同様であり、多くの場合、スポーツマーケティングには、クラブ、組織、ファン、アスリートが互いに良好な関係を築き、それらの関係をうまく維持できるかどうかに依存する、ある種のリレーションシップ・マーケティングが含まれている。スポーツビジネスが目標を達成するには、顧客を単なる「消費者」ではなく「（長期にわたる）パートナー」と見なし、顧客の進化し続けるニーズ、欲求、期待、価値観を最大限理解するよう努める必要がある。そうすることで、スポーツ企業は、商品やチケットの販売などの商取引において容易にファン層を維持および強化することができる。
スポーツ企業はソーシャルメディアを活用することで、はるかに効率よく、かつ高い効果で顧客とつながることを可能とすることができる。ソーシャルメディアは、グローバルなコミュニケーションおよびインタラクションツールとして使用され、従来の顧客関係のダイナミクスを一変させた。ソーシャルメディアは、瞬時にアクティブな会話を通じて顧客の関心を引きつけることを可能とするツールである。顧客はソーシャルメディアを日常生活に取り入れ、それをコミュニケーションに使用している。企業はまた、それをマーケティングミックスの不可欠な部分としている。今日、スポーツ企業は、顧客をよりよく理解するための情報に直結しないフォーカスグループなどの従来型のデータ収集方法を使用することなく、ソーシャルメディアを使用して顧客のニーズと要望を積極的に分析することが可能となっている 。これにより、スポーツ企業は顧客に対して自社の情報を最新の状態に保つことが出来、個人ベースで顧客とやり取りすることができる。スポーツビジネスで利用できるこの瞬間的な双方向コミュニケーションツールにより、スポーツビジネスは短期間で高品質のコンテンツを提供し、リアルタイムで顧客と対話することができる。ソーシャルメディアを効果的に活用することで、スポーツブランドは顧客に最高の体験を提供し、マーケティングにおける競争上の優位性を拡大することができる。
ソーシャルメディアの利点は相互に関連している。顧客関係管理とマーケティングの文脈においてソーシャルメディアを使用することで利益を得るスポーツビジネスとは別に、スポーツビジネスと顧客の間の絶え間ない相互作用により、組織は個々の顧客についてより深く知ることができる。その結果、顧客はスポーツに対してより価値を感じ、これは顧客の忠誠心を高めることにつながる。ソーシャルメディアを使用すると、スポーツビジネスは顧客からのフィードバックやアイデアを受け取ることで顧客をマーケティングプロセスに参加させることができ、それを将来の製品やサービスに実装することができる。そうすることで、スポーツビジネスは組織と顧客の間のつながりのレベルを強化し 、顧客がブランド構築プロセスにおいて保持する重要性を強化することにつながる。

## ソーシャルメディアを用いたチームとアスリートのマーケティング
プロのリーグ、チーム、およびアスリートは、近年、マーケティング戦略の一部としてソーシャルメディアの活用を始めている。ただしそれは、人気のあるチームやスポーツマンによって宣伝されているソーシャルメディアに重点が置かれることがよくある。
最も人気のあるソーシャルメディアプラットフォームはFacebookとTwitterだが、画像共有プラットフォームであるInstagramやSnapchatもマーケティングに使用されている。その他のビジネスの場合と同様に、スポーツでのソーシャルメディアの使用の利点には、ブランド認知度の向上、簡単で費用対効果の高い方法でより多くの視聴者にリーチすること 、ブランド支持者の作成、熱心なスポーツファンの関与などがある。マーケティングやプロモーションにソーシャルメディアを使用しているアスリートやスポーツチームの例は数多く存在する。
多くのチームは、 フェデックスがスポンサードするミネソタ・バイキングスの「タッチダウントラッカー」Instagram画像など、ソーシャルメディア戦略にスポンサーシップを組み込んでいる。クリーブランド・ブラウンズはタッチダウンドライブをリキャップするツイートにクーパー・タイヤのスポンサードを結びつけた。
コービー・ブライアント、ラッセル・ウィルソンら多くのアスリートは、ソーシャルメディアを利用してフォロワーを増やし、ブランドを宣伝し、認知度を向上させてきた。このマーケティングツールのおかげで、これらのファンベースのWebサイトのページ数は大幅に増加し、彼らが探していたものを見つけやすくするという認識を与えている。

### 注記
1. ↑  実際には、FIFA公式球はアディダスと技術提携を結んだモルテン（日本）が製造しており、アディダスブランドでOEM供給している。